# Бёлен (Тюрингия)
Бёлен (нем. Böhlen) — община в Германии, в земле Тюрингия.
Входит в состав района Ильм. Подчиняется управлению Гросбрайтенбах. Население составляет 602 человека (на 31 декабря 2010 года). Занимает площадь 6,16 км².

## Фотографии

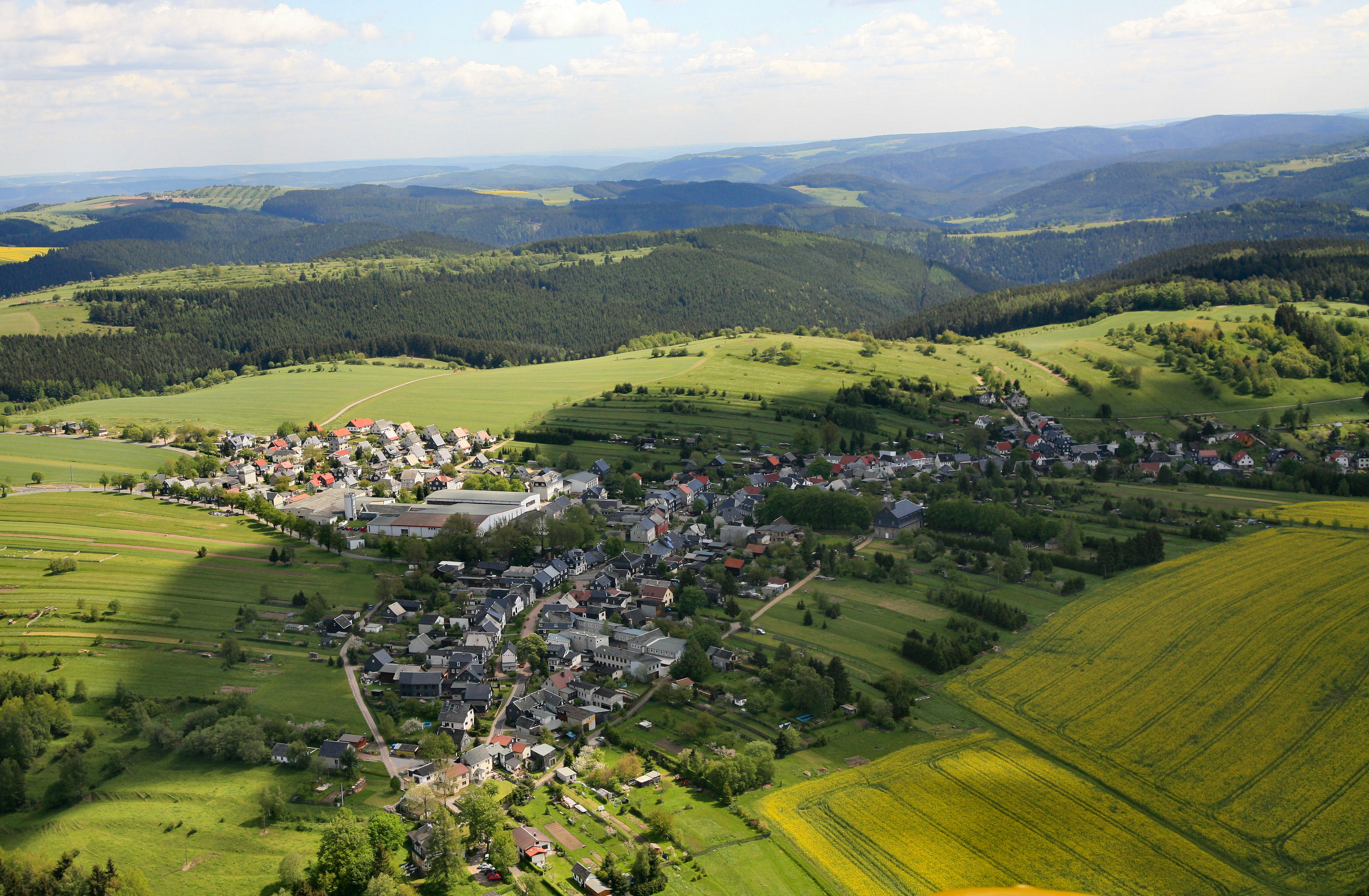
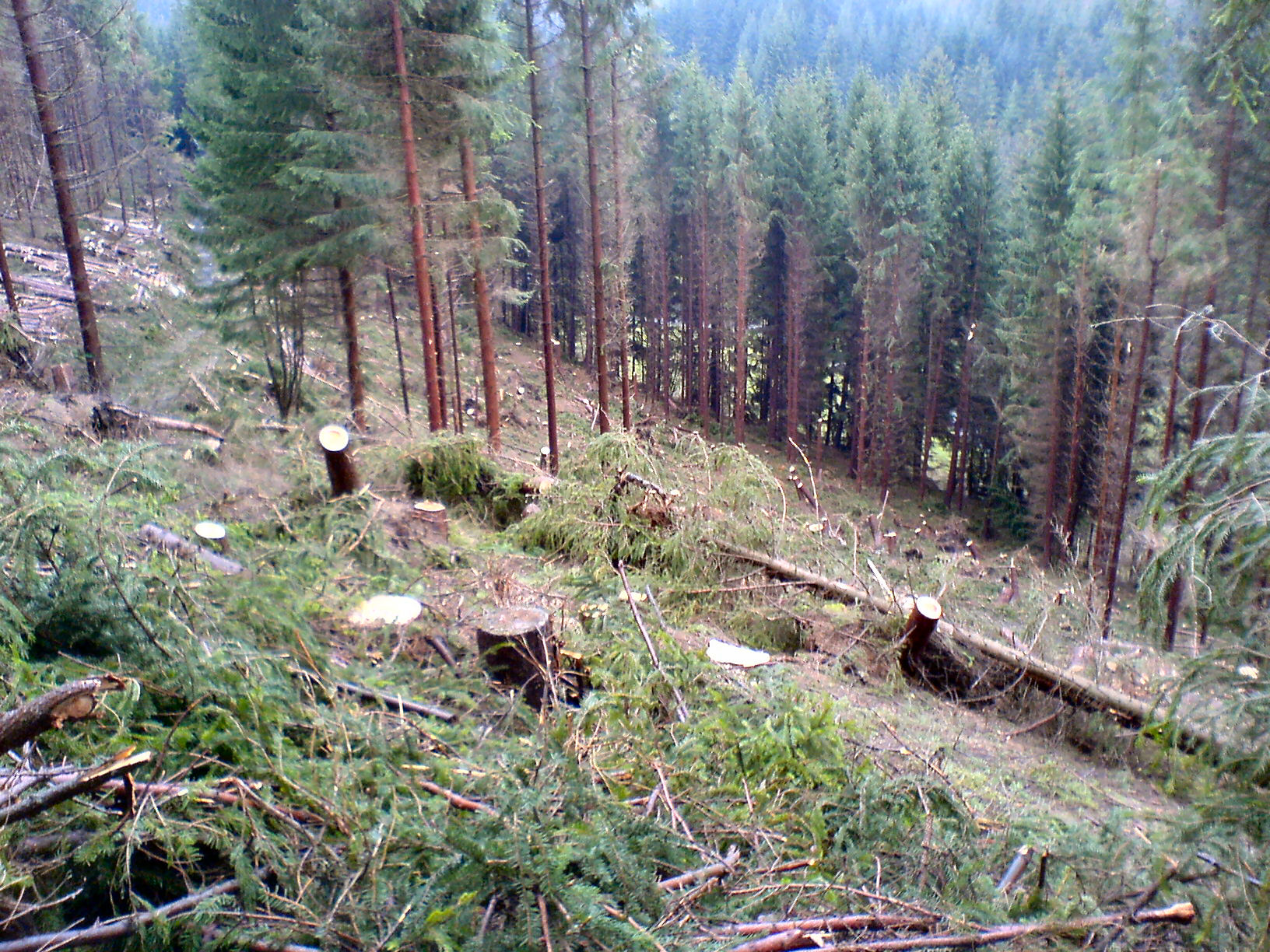
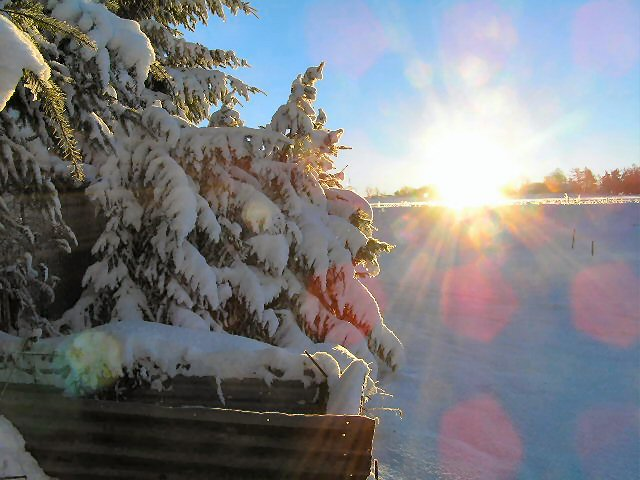
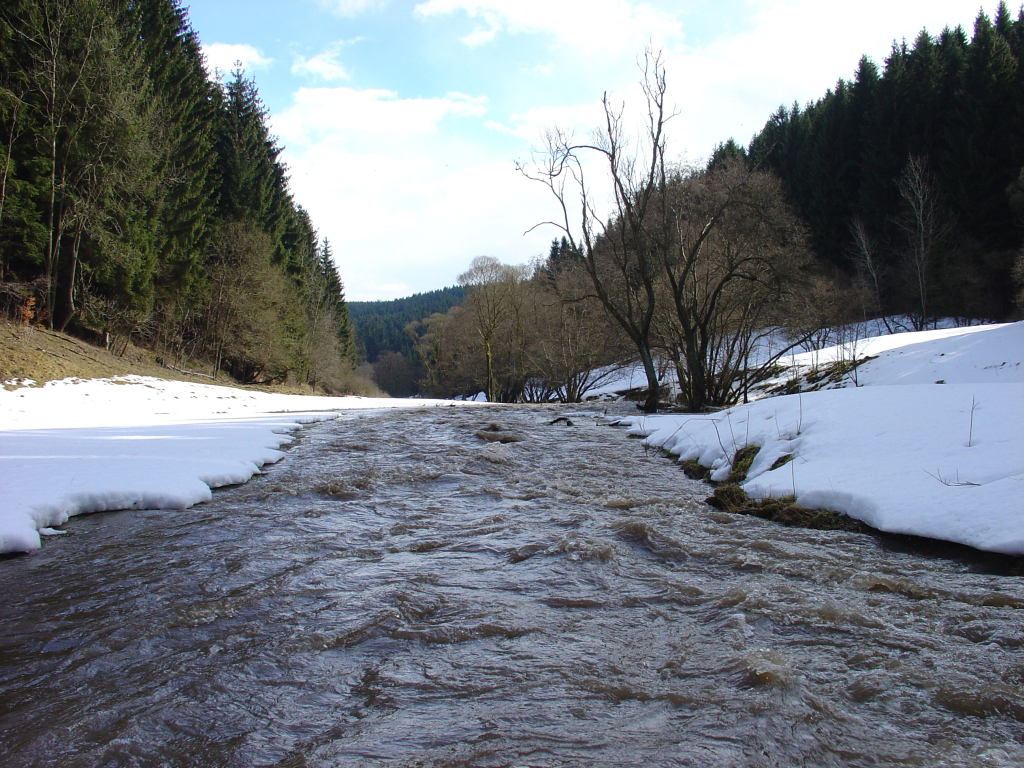
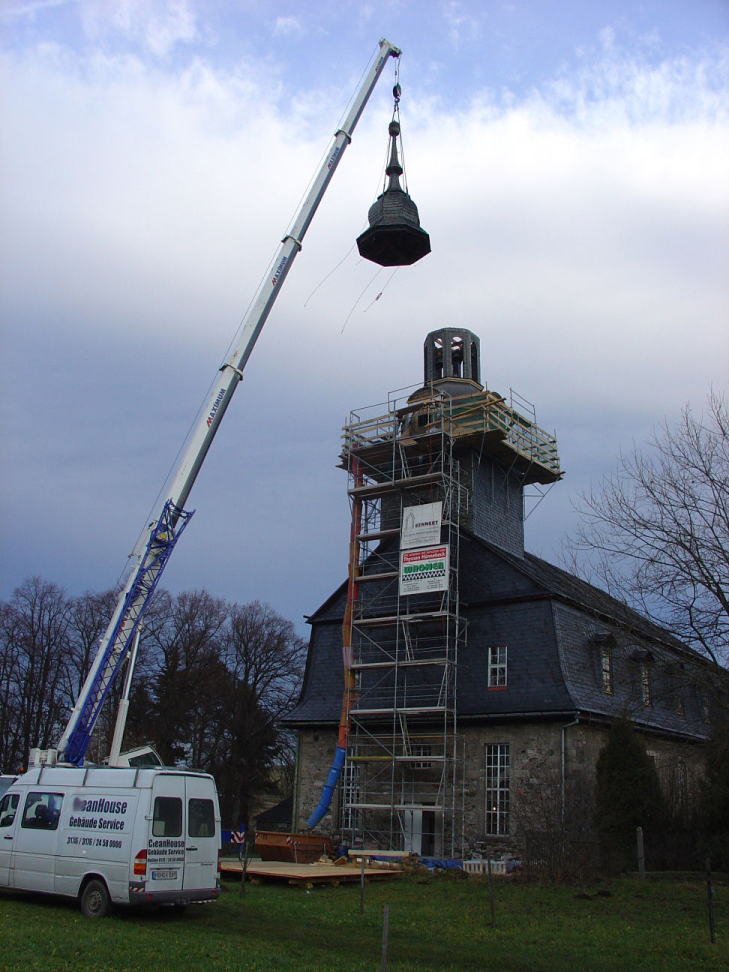
Церковь
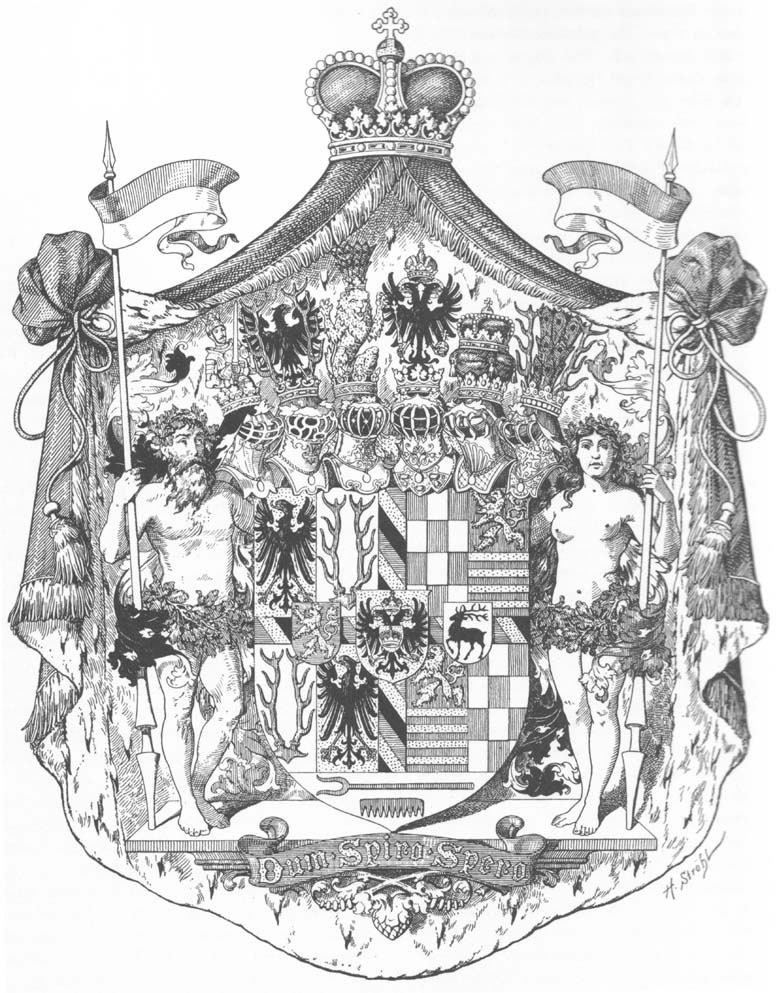
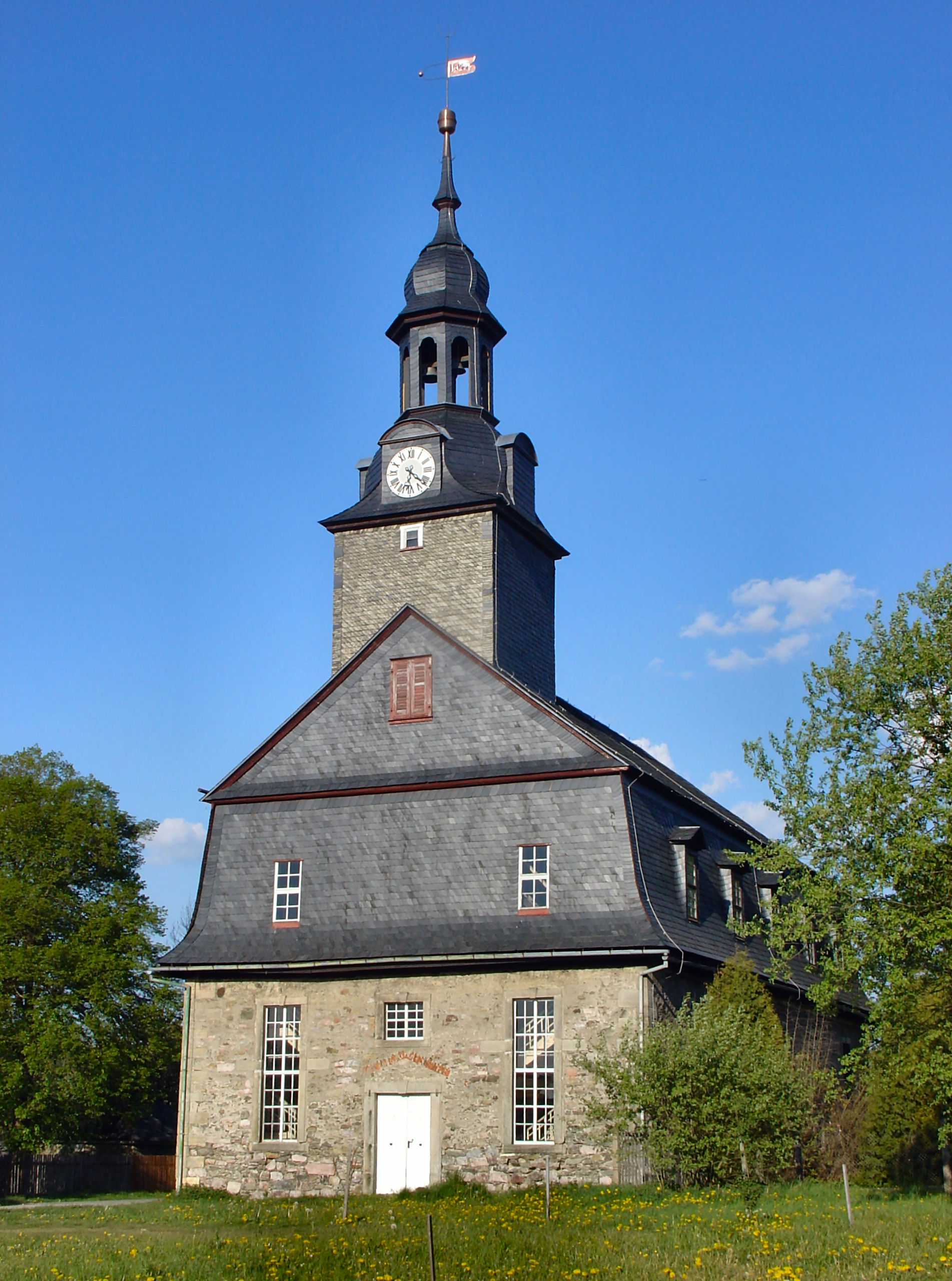
Церковь
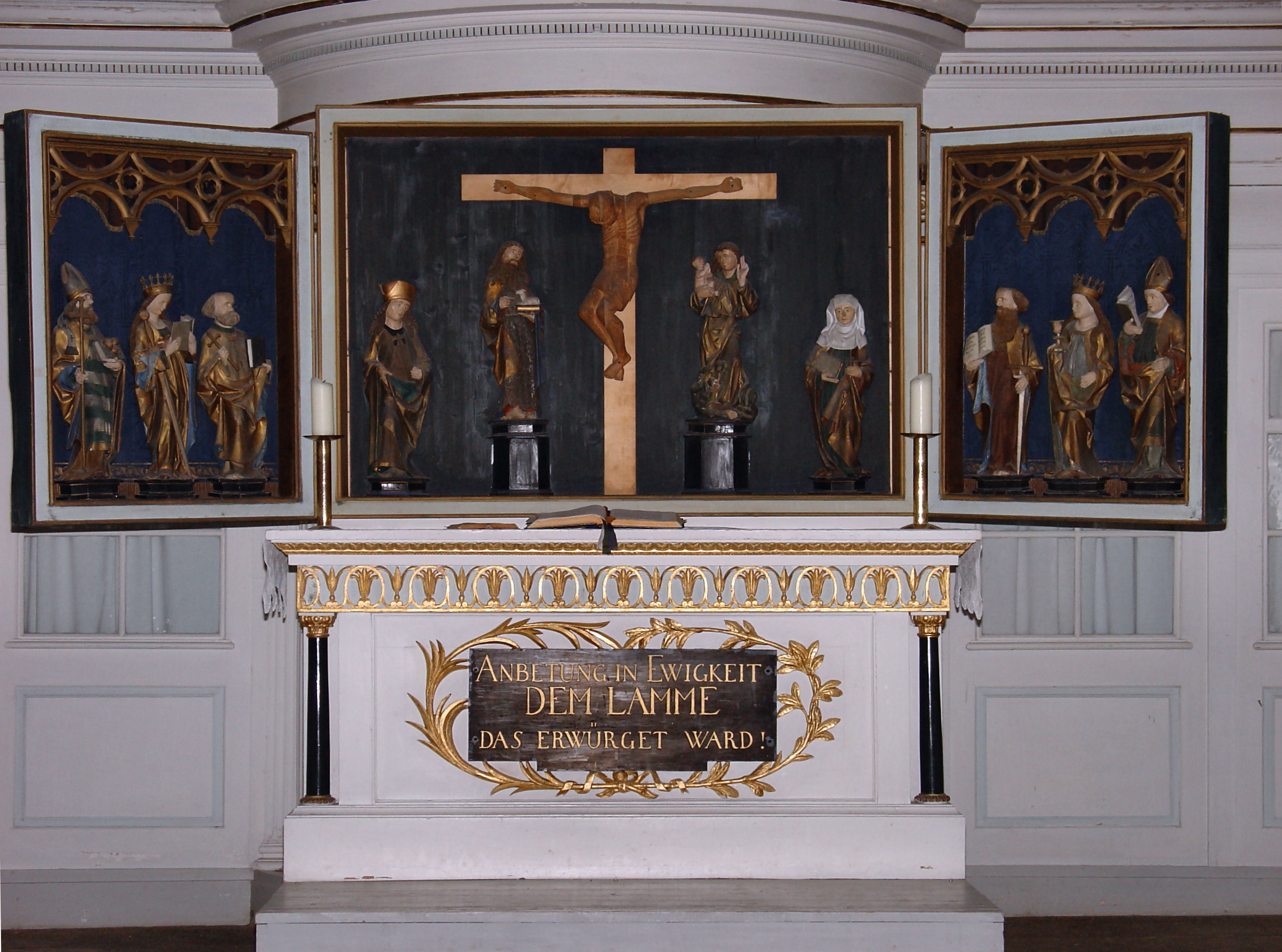
Церковь
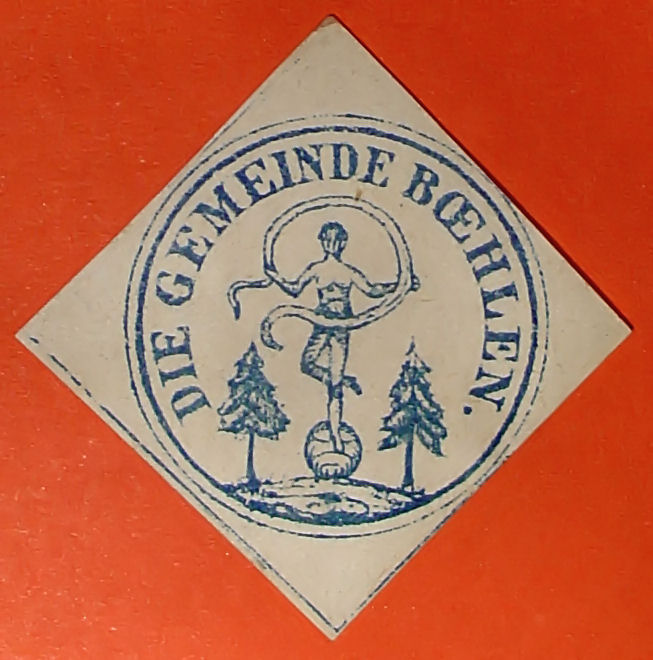
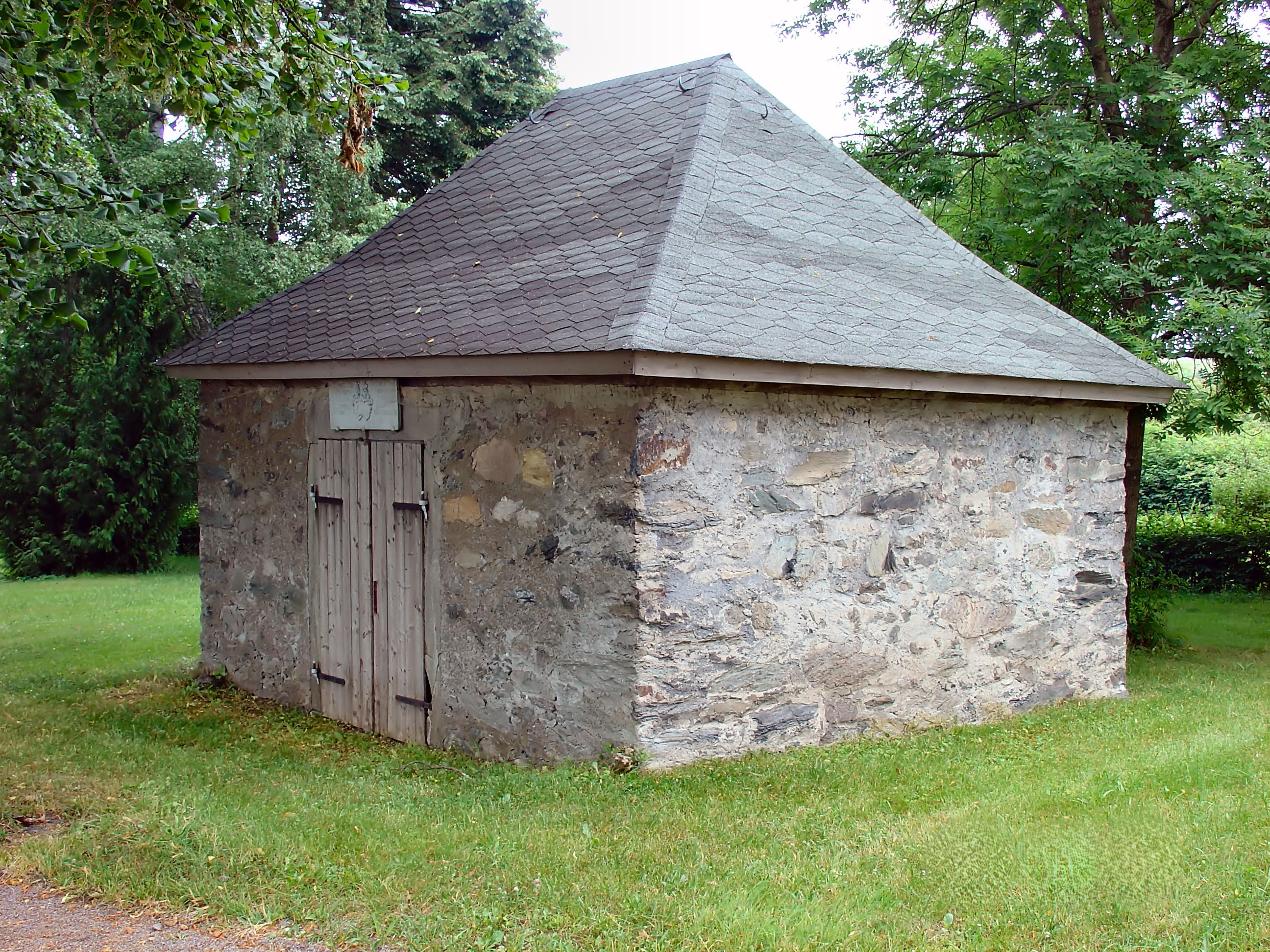
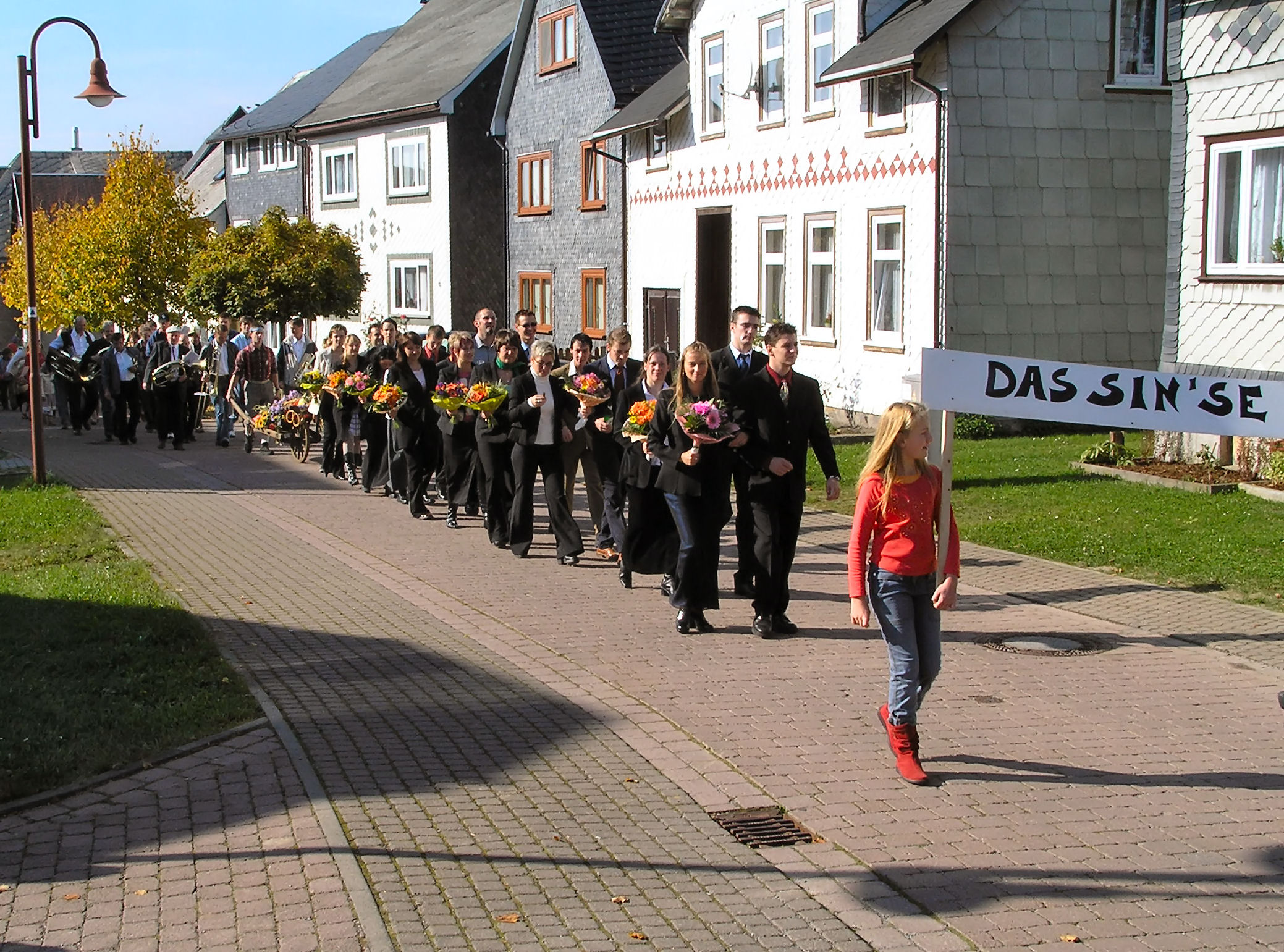
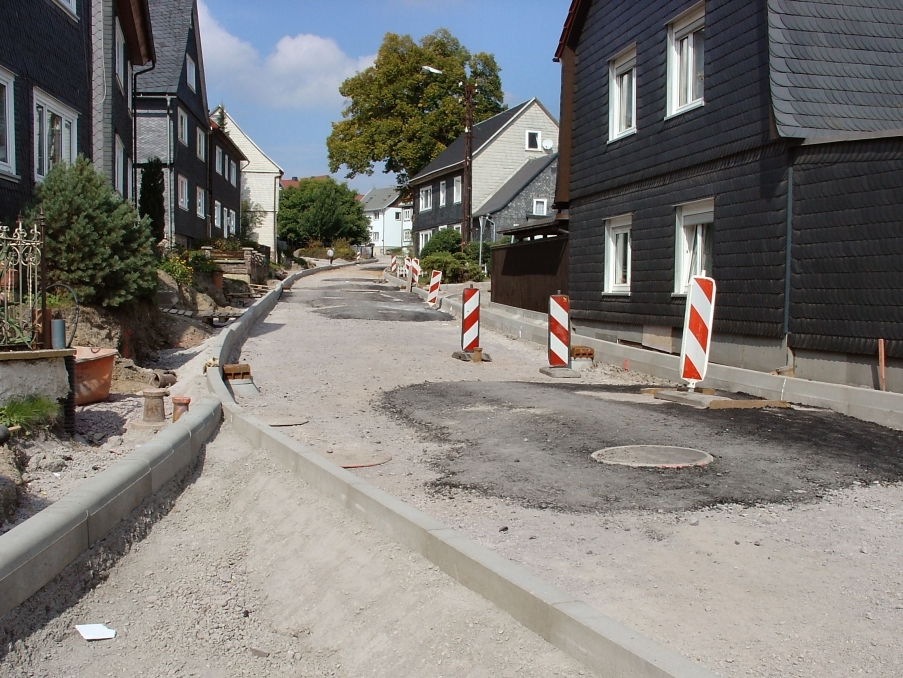